# Aïcha Gill
Aïcha Gill (Den Haag, 19 september 1991) is een Nederlandse zangeres en musicalactrice. Ze zong in meidengroep Sway en speelde een van de hoofdrollen in de musical Dreamgirls.

## Biografie
Gill krijgt voor het eerst bekendheid wanneer ze met Janice Blok en Saja Katte als meidengroep Sway meedoet aan vierde seizoen van RTL 4-programma X Factor. Sway werd begeleid door Angela Groothuizen en behaalde de zevende plaats. Na hun deelname brengt Sway Stop and stare uit, wat een notering in de Single Top 100 behaalde. Na hun deelname trad ze met Sway drie jaar op tijdens de theatertournees van Groothuizen.
Gill doet in 2014 auditie voor de musicalproductie Dreamgirls en krijgt, tegen eigen verwachtingen in, de rol van Lorrell Robinson, een van de hoofdrollen.
In 2017 deed ze mee aan het televisieprogramma The voice of Holland.
In 2021 sprak Gill de stem in van Dolores Madrigal voor de Nederlandse versie van de Disney-film Encanto, in 2022 sprak Gill de stem in van Ivy voor de Nederlandse versie van de Pixar-televisieserie Cars on the Road op Disney+, in 2023 sprak Gill de stem in van Tinker Bell voor de Nederlandse versie van de Disney live-action film Peter Pan & Wendy op Disney+, de stem van Glory Grnat in de Nederlandse versie van de animatiefilm Spider-Man: Across the Spider-Verse, en Asha (uit de toekomstige film Wish) en een college stagiair in de korte film Once Upon a Studio uit 2023.

## Discografie

### Nummers met noteringen in een hitlijst
| Lied                                                           | Verschijnen     | Hitlijsten  | Hitlijsten  | Hitlijsten   | Hitlijsten   | Opmerkingen                                                           |
| Lied                                                           | Verschijnen     | NL (Top 40) | NL (Top 40) | NL (Top 100) | NL (Top 100) | Opmerkingen                                                           |
| Lied                                                           | Verschijnen     | Piek        | Weken       | Piek         | Weken        | Opmerkingen                                                           |
| -------------------------------------------------------------- | --------------- | ----------- | ----------- | ------------ | ------------ | --------------------------------------------------------------------- |
| Zal er voor je zijn (met Project Hyplified, Bollebof en Tur-G) | 2 december 2012 | —           | —           | —            | —            | als onderdeel van Sway / soundtrack voor de film De groeten van Mike! |
| Stop and Share                                                 | 23 maart 2013   | —           | —           | 34           | 8            | als onderdeel van Sway                                                |